# Let Me Eat Your Pancreas
Let Me Eat Your Pancreas (君の膵臓をたべたい?, Kimi no suizō o tabetai) è un film del 2017 diretto da Shō Tsukikawa.
Il soggetto è basato sul romanzo del 2015 Voglio mangiare il tuo pancreas di Yoru Sumino.

## Trama
Un ragazzo introverso, Haruki Shiga, si imbatte in un libro nella sala d'attesa di un ospedale. Sfogliando il libro, scopre che si tratta di un diario tenuto dalla sua compagna di classe molto popolare, una ragazza. Sakura Yamauchi, che lo vede tenere in mano il suo diario, gli rivela di essere segretamente affetta da cancro al pancreas.
Sakura quindi costringe scherzosamente Haruki a soddisfare tutti i suoi capricci e le sue fantasie. Inizialmente, Haruki acconsente a malincuore alle sue richieste, adducendo la scusa che sta semplicemente sopportando una compagna di classe malata. Tuttavia, con il passare del tempo, si ritrova attratto da lei e inizia a godersi il tempo che trascorre con lei.

## Distribuzione
In Italia è stato distribuito da Adler Entertainment solo dal 3 al 5 febbraio 2025.

## Accoglienza
In Giappone, il film ha incassato 3,52 miliardi di yen (31,38 milioni di dollari), diventando il quinto film nazionale di maggior incasso del 2017. il film ha incassato 3,6 milioni di dollari in Cina, 3.457.444 dollari in Corea del Sud, 277.019 dollari negli Stati Uniti e in Canada e 115.494 dollari in Spagna, Thailandia e Australia. Questo porta l'incasso totale mondiale del film a $ 39.129.957.

## Riconoscimenti
- 2017 - 42nd Hochi Film Award
  - Candidatura per il miglior film
  - Candidatura per il miglior attore non protagonista a Shun Oguri
  - Miglior nuovo artista a Minami Hamabe e Takumi Kitamura

- 2017 - 30th Nikkan Sports Film Award
  - Candidatura per il miglior film
  - Candidatura per la miglior attrice a Minami Hamabe
  - Miglior esordiente a Minami Hamabe
  - Candidatura per il miglior esordiente a Takumi Kitamura

- 2017 - 72nd Mainichi Film Awards
  - Candidatura per il miglior attore esordiente a Takumi Kitamura
  - Candidatura per la miglior attrice esordiente a 	Minami Hamabe

- 2017 - 60th Blue Ribbon Awards
  - Candidatura per il miglior film
  - Candidatura per il miglior attore non protagonista a Shun Oguri
  - Candidatura per il miglior esordiente a Minami Hamabe e Takumi Kitamura

- 2017 - 27th Tokyo Sports Film Award
  - Candidatura per il miglior esordiente a Minami Hamabe e Takumi Kitamura

- 2018 - 41st Japan Academy Prize
  - Candidatura per il film dell'anno
  - Rivelazione dell'anno a Minami Hamabe e Takumi Kitamura